# Vedbækbunkeren
Vedbækbunkeren var en bunker, der blev oprettet som en del af Flyvevåbnets kontrol- og varslingssystem under den kolde krig. Bunkeren lå ved den tidligere Forsvarskommando på Henriksholm i Vedbæk, det såkaldte 8-tallet.
Bunkeren bestod af tre etager under jorden. Ejbybunkeren tog sig af luftforsvaret af København, mens Vedbækbunkeren var en del af NATOs integrerede kontrol- og varslingssystem (NADGE-systemet). Det er i 1994 flyttet til CAOC Combined Air Operations Center Finderup og flyttes nu til Flyvestation Karup.
Vedbæk bunkeren blev lukket i september 2005 som led i forsvarsforliget fra 2004. I september 2012 blev Vedbæk bunkeren og 8-tallet åbnet for offentligheden. Det tiltrak 3000 besøgende, og var man nede i bunkeren, kunne man mærke, at der ikke er for meget ilt tilbage. Normalt består luften af 20,9% ilt.   
I 2015 blev Vedbæk bunkeren forseglet og dækket med jord. I dag er der bygget boliger i det område, hvor bunkeren lå.  